# Montceau-les-Mines
Montceau-les-Mines és un municipi francès, situat al departament de Saona i Loira i a la regió de Borgonya - Franc Comtat. L'any 1999 tenia 20.634 habitants.